# Christian Schad
Christian Schad (Miesbach, 21 agosto 1894 – Keilberg, 25 febbraio 1982) è stato un pittore tedesco.

## Biografia
Christian Schad nacque il 21 agosto 1894 nella cittadina di Miesbach, in Baviera. Studiò all'accademia d'arte di Monaco di Baviera, dove imparò le tecniche classiche della pittura.
Allo scoppio della prima guerra mondiale, per evitare il servizio militare, fuggì in Svizzera: fu a Zurigo e a Ginevra che stava conoscendo il nascente movimento dada, dal quale rimase profondamente colpito.
In quegli anni realizzò soprattutto xilografie, rilievi e lavori in legno policromo; sviluppò inoltre il processo del fotogramma (chiamato anche schadografia) ottenuto impressionando direttamente la pellicola sensibile alla luce. A Zurigo conobbe lo scrittore boemo Walter Serner con cui strinse una profonda e duratura amicizia, tanto che nel 1971 ne scrisse una commovente biografia. Alla fine della prima guerra mondiale passò diversi anni a Roma e a Napoli, per poi trasferirsi a Vienna.
Fu in questo periodo che cominciò a dipingere ritratti secondo modi riconducibili al movimento della Nuova oggettività, in particolare alla corrente del Realismo magico.
Verso la fine degli anni venti si stabilì a Berlino, dove continuò a sviluppare questo stile, fino ad arrivare ad un inquietante realismo analitico dell'immagine attraverso un'attenzione esasperata per l'ambiguo e il simbolico.
I suoi soggetti tipici sono i caffè caratteristici degli anni della repubblica di Weimar, in cui viene inserita un'aperta descrizione della sessualità tramite figure dall'aspetto freddo e tagliente; in questo è rintracciabile lo sconvolgimento che la prima guerra mondiale aveva prodotto sulla cultura tedesca.
Con la presa del potere da parte dei nazisti, Schad si ritirò dalla vita pubblica; dopo pochi anni si trasferì in Baviera, dove continuò a dipingere in solitudine per il resto della vita. Morì il 25 febbraio 1982 a Keilberg, piccolo paese della Baviera.